# Porina interjungens
Porina interjungens är en lavart som först beskrevs av William Nylander och som fick sitt nu gällande namn av Alexander Zahlbruckner. 
Porina interjungens ingår i släktet Porina och familjen Porinaceae. Inga underarter finns listade i Catalogue of Life.